# Белеста (Арьеж)
Белеста́ (фр. Bélesta, окс. Belestar) — коммуна во Франции, находится в регионе Окситания. Департамент коммуны — Арьеж. Входит в состав кантона Лавлане. Округ коммуны — Фуа.
Код INSEE коммуны — 09047.

## Население
Население коммуны на 2008 год составляло 1106 человек.
| 1962 | 1968 | 1975 | 1982 | 1990 | 1999 | 2008 |
| ---- | ---- | ---- | ---- | ---- | ---- | ---- |
| 1265 | 1330 | 1441 | 1386 | 1337 | 1179 | 1106 |

## Экономика
В 2007 году среди 669 человек в трудоспособном возрасте (15—64 лет) 447 были экономически активными, 222 — неактивными (показатель активности — 66,8 %, в 1999 году было 70,8 %). Из 447 активных работали 382 человека (212 мужчин и 170 женщин), безработных было 65 (30 мужчин и 35 женщин). Среди 222 неактивных 38 человек были учениками или студентами, 111 — пенсионерами, 73 были неактивными по другим причинам.

## Фотогалерея

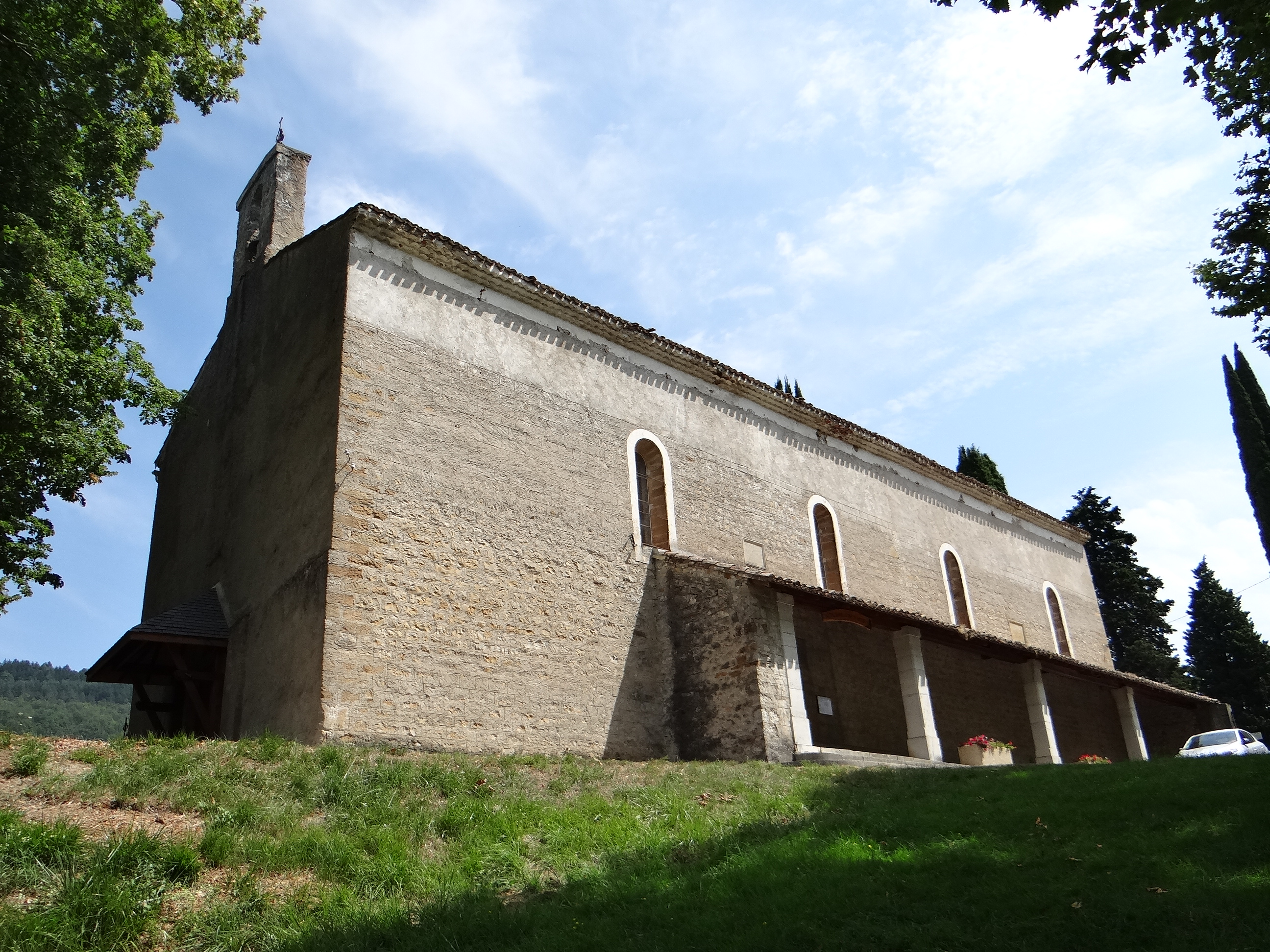
Часовня Нотр-Дам
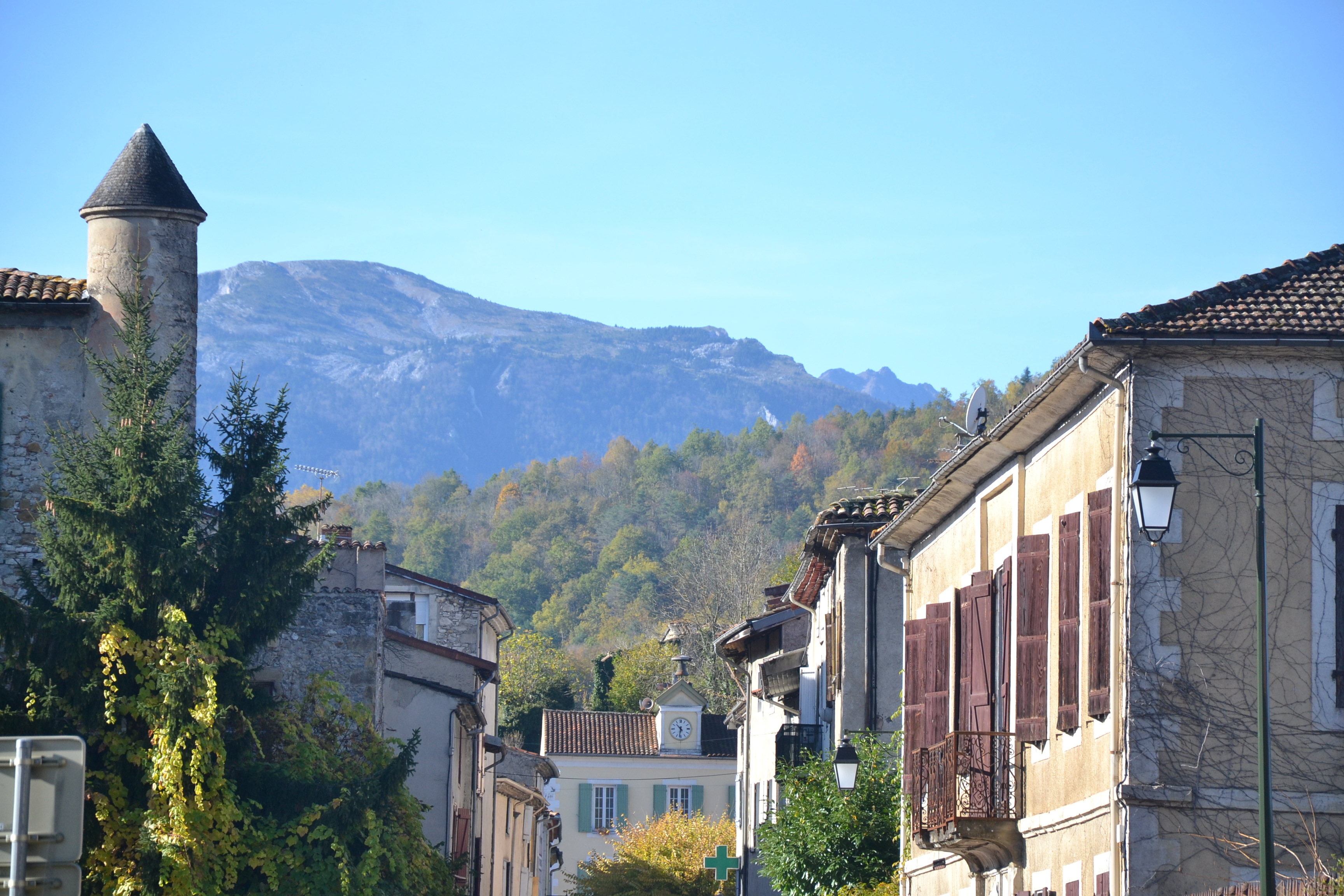
Белеста
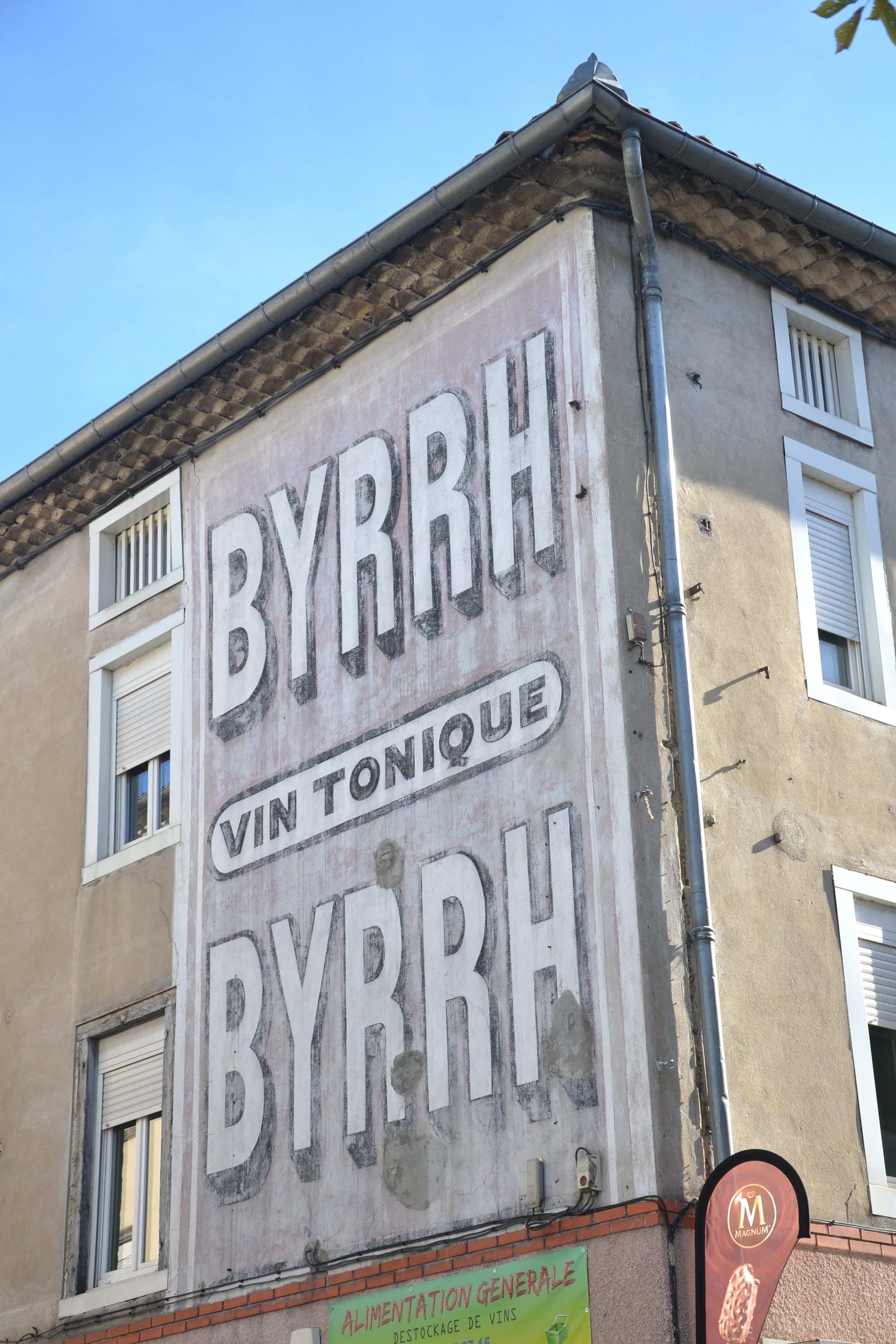
Паб
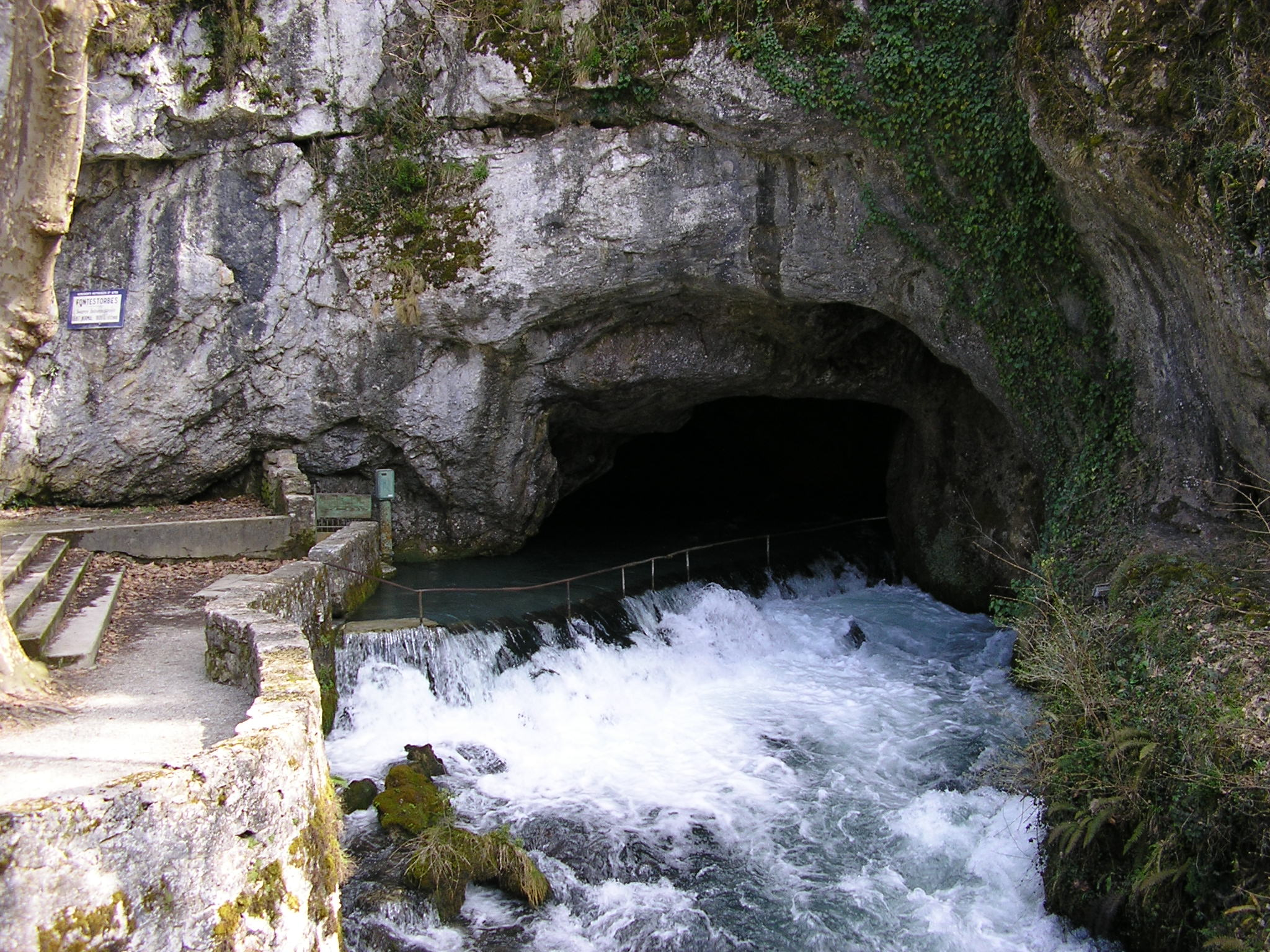
Фонтан
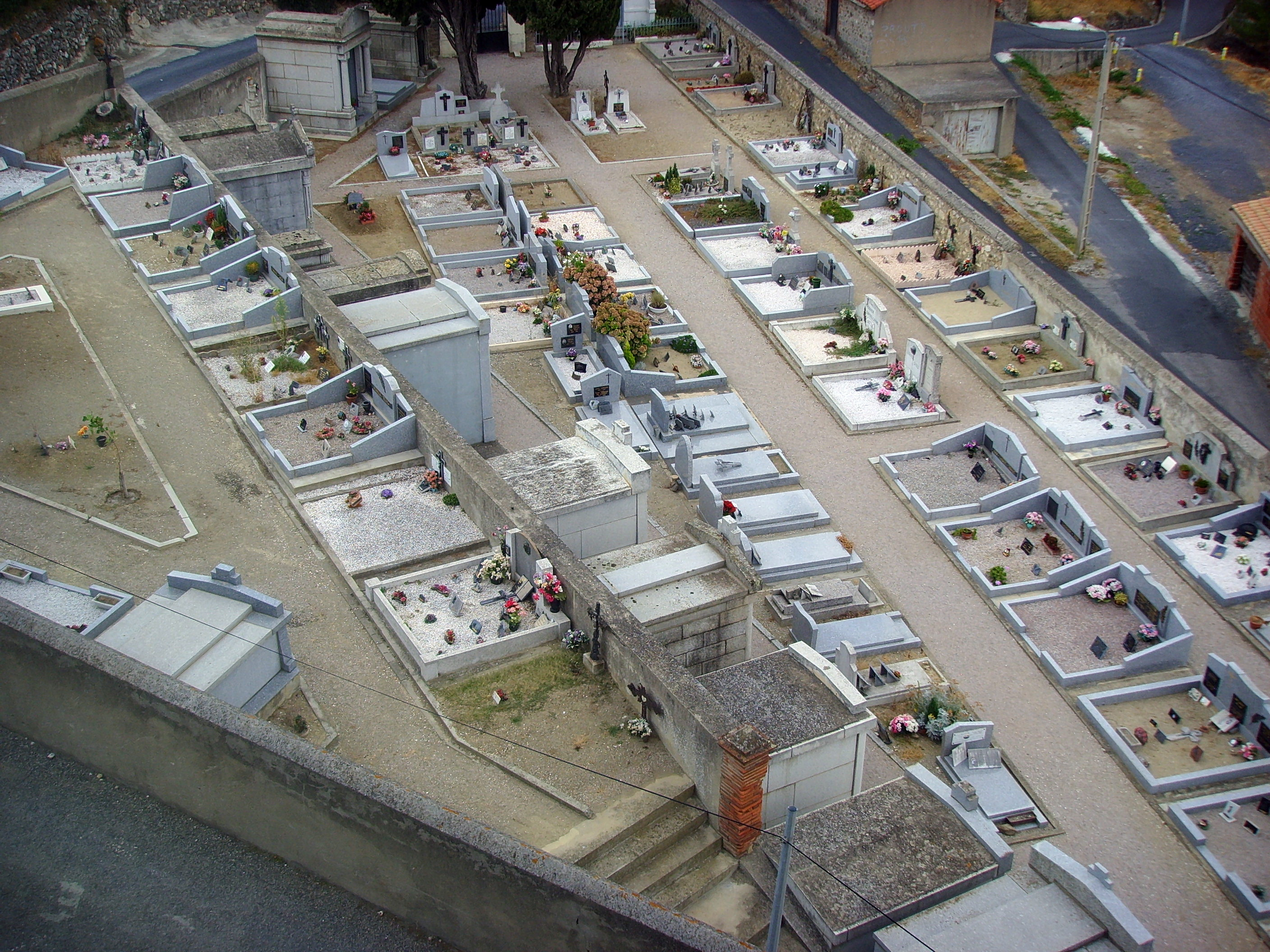
Кладбище